# Mario Calderón
Mario Calderón Villegas (Manizales, 13 de octubre de 1946-Bogotá, 19 de mayo de 1997) fue un líder social e investigador colombiano. En 1997 fue asesinado por paramilitares junto a su esposa Elsa Alvarado y su padre Carlos Alvarado.

## Biografía
Nacido en Manizales. Desde los años 60 se vinculó a la Compañía de Jesús, estudió Filosofía y un obtuvo un máster de Teología en la Pontificia Universidad Javeriana. Realizó un Doctorado en  Sociología en la Escuela de Altos Estudios de París con su tesis Conflictos en el Catolicismo Colombiano. Se vinculó durante más de 15 años al Centro de Investigación y Educación Popular (Cinep), como investigador y educador popular, en 1987 durante su trabajo en las regiones del Alto Sinú y el San Jorge en Córdoba, dominadas por el paramilitarismo, fue asesinado el también jesuita Sergio Restrepo Jaramillo el 1 de junio de 1989. Por lo cual el Cinep lo retira de la región y Calderón abandona los votos sacerdotales. Realizó en paralelo actividades con el Instituto de Estudios Sociales de la Pontificia Universidad Javeriana, y activismo ambiental en la región del Sumapaz, fundando la Asociación Reserva Natural de Suma-Paz y ocupando un cargo en el Instituto de Recreación y Deporte durante la alcaldía de Antanas Mockus. Se casó con Elsa Alvarado, con quien trabajaban como investigadores del Cinep.

## Asesinato
En la madrugada del 19 de mayo de 1997, paramilitares ingresaron a la vivienda de la pareja en la localidad de Chapinero (Bogotá), y perpetraron el hecho en el que también murió Carlos Alvarado Pantoja, el padre de Elsa que junto a su esposa Elvira Chacón visitaban a su hija para celebrar el día de la madre. La madre de Elsa fue herida y sobrevivió el hijo de la pareja: Iván de 18 meses a quien Elsa escondió en el clóset.
El único condenado fue Juan Carlos González Jaramillo, a 40 años de prisión por ser autor material del homicidio. Alexander Londoño y Edward Melguizo Londoño acusados de ser coautores del crimen, fueron dejados en libertad por falta de pruebas. En el 2000 la banda criminal La Terraza declaró ser la responsable de este y otros crímenes. Los autores intelectuales habrían sido Carlos Castaño, Fidel Castaño, Salvatore Mancuso y Éver Veloza ‘HH’, en 2009 se vinculó a Diego Fernando Murillo Bejarano ‘Don Berna’, además de la participación de miembros de la Fuerza Pública como el Coronel retirado Jorge Eliécer Plazas Acevedo en el mismo. En 2017 la Fiscalía General de la Nación declaró el crimen como de lesa humanidad. En 2019 el crimen fue llevado a la Comisión Interamericana de Derechos Humanos (CIDH).

## Homenajes
Han sido homenajeados por el Centro de Investigación y Educación Popular (Cinep) y otras entidades. El libro Suma Paz, la utopía de Mario Calderón y Elsa Alvarado de Elvira Sánchez-Blake.